# Понте Пуљијезе (Асколи Пичено)
Понте Пуљијезе (итал. Ponte Pugliese) насеље је у Италији у округу Асколи Пичено, региону Марке.
Према процени из 2011. у насељу је живело 54 становника. Насеље се налази на надморској висини од 295 м.